# Arjeplog (comune)
Arjeplog è un comune svedese di 3 143 abitanti, situato nella contea di Norrbotten. Il suo capoluogo è la cittadina omonima. È, insieme con la municipalità di Jokkmokk, la più spopolata dell'intera Svezia.

## Geografia antropica
Nel territorio comunale sono comprese le seguenti aree urbane (tätort):
| # | Località | Popolazione |
| - | -------- | ----------- |
| 1 | Arjeplog | 1 947       |

## Amministrazione

### Gemellaggi
- Umba